# Lond Daer
Lond Daer Ened (Sindarijns voor Grote Middenhaven), ook wel Vinyalondë (Quenya voor Nieuwe Haven) genoemd, is een fictieve havenstad in J.R.R. Tolkien wereld Midden-aarde.
De haven lag aan de monding van de Gwathló en werd in het begin van de Tweede Era gesticht door de Númenoreanen onder leiding van hun kroonprins Tar-Aldarion. Vinyalondë was de eerste kolonie van Númenor in Midden-aarde en moest dienen als uitvalsbasis voor Númenóreaanse expedities in de rest van Midden-aarde. Tar-Aldarion was een groot zeevaarder en hij stimuleerde de avonturiersdrang van de Númenóreanen door het Gilde van Avonturiers op te richten.
In Lond Daer stond ook een scheepswerf, die veel hout verbruikte. De voorraad werd aangevuld door hout te kappen in de uitstrekte bossen van Minhiriath en Enedwaith. Deze houtkap wekte de woede op van de lokale bevolking die in deze bossen leefde, de Donkerlanders. Deze Donkerlanders stamden af van de Haladin en waren dus nauw verwant aan de kolonisten, maar omdat ze een taal spraken die niet aan het Adûnaisch verwant was herkenden de Númenóreanen hen niet als zodanig. In de daaropvolgende jaren werd Lond Daer regelmatig platgebrand door de Donkerlanders.
Toen Sauron zich in het midden van de Tweede Era in zijn volle macht openbaarde, werd vanuit Lond Daer de hulp gezonden die Lindon nodig had in haar strijd tegen Sauron. Aan het einde van het tweede millennium van de Tweede Era waren nagenoeg heel Minhiriath en Enedwaith ontbost en de scheepswerven van Lond Daer raakten verstoken van hout. Als gevolg hiervan nam het belang van Lond Daer af en richtten de Númenóreanen hun aandacht op het zuiden van Midden-aarde, waar ze de koloniën Pelargir en Umbar stichtten. Wel bleven de Númenóreanen de Gwathló tot aan Tharbad bevaren.
Nadat Númenor aan het eind van de Tweede Era in de golven was verdwenen, stichtte Elendil de Lange in Eriador het koninkrijk Arnor. Hoewel Lond Daer ook binnen de grenzen van dit koninkrijk kwam te liggen, was het tot ruïnes vervallen en in plaats daarvan werd Tharbad de belangrijkste stad in dit deel van Midden-aarde. De ruïnes waren tot aan het eind van de Derde Era goed zichtbaar in het landschap en werden nog steeds op landkaarten aangegeven.